# Моника Фостър
Моника Фостър (на английски: Monica Foster) е артистичен псевдоним на американската порнографска актриса Александра Майерс (Alexandra Mayers).

## Биография
Александра Майерс е родена на 7 януари 1979 година в Къркланд, Вашингтон. Дебютира като актриса в порнографската индустрия през 2008 година, на 29-годишна възраст.